# The Karaoke Album
The Karaoke Album è una compilation del gruppo Power Metal tedesco Gamma Ray. Fu pubblicata per il mercato giapponese nel 1997.

## Particolarità
Questa raccolta come suggerisce il titolo contiene canzoni adattate per il karaoke, quindi prive della traccia vocale principale (sono ancora udibili i cori).

## Tracce
Testi e musiche di Kai Hansen, eccetto dove indicato.
1. Beyond The Black Hole – 6:00 (musica: Hansen, Schlächter, Zimmermann) – da Somewhere out in Space
2. Men, Martians And Machines – 3:52 – da Somewhere out in Space
3. Valley Of The Kings – 3:51 – da Somewhere out in Space
4. Somewhere Out In Space – 5:27 – da Somewhere out in Space
5. Shine On – 6:52 (musica: Schlächter) – da Somewhere out in Space
6. Space Eater – 4:34 – da Heading for Tomorrow
7. Abyss Of The Void – 6:04 – da Land of the Free
8. Man On A Mission – 5:49 – da Land of the Free
9. Time To Break Free – 4:40 – da Land of the Free
10. Heading For Tomorrow – 14:31 – da Heading for Tomorrow

## Formazione

### Gamma Ray

#### Chitarre
- Kai Hansen (tutte le tracce)
- Henjo Richter (tracce 1-5)
- Dirk Schlächter (tracce 7-9)

#### Basso
- Dirk Schlächter (tracce 1-6)
- Jan Rubach (tracce 7-9)
- Uwe Wessel (traccia 10)

#### Batteria
- Dan Zimmermann - batteria (tracce 1-5)
- Thomas Nack (tracce 7-9)
- Mathias Burchardt (tracce 6, 10)

#### Tastiere
- Henjo Richter (tracce 1-5)

### Altri musicisti
- Misha Gerlach - tastiere (tracce 6, 10)
- Sascha Paeth - tastiere (tracce 7-9)